# H. MacHenry
H. MacHenry war ein US-amerikanischer Segler.

## Erfolge
H. MacHenry nahm an den Olympischen Spielen 1900 in Paris teil, wo er in drei Wettbewerben antrat. In der gemeinsamen Wettfahrt verpasste er die Zieleinkunft, die ihm dagegen in der Bootsklasse 3 bis 10 Tonnen in beiden Wettfahrten gelang. Mit seinem Boot Frimousse belegte er in der ersten Wettfahrt den siebten Platz. Bei der zweiten Wettfahrt gelang ihm als Drittplatzierter hinter Howard Taylor in der Bona Fide und der Gitana von Maurice Gufflet das Erreichen des Podiums.